# Samson Eitrem
Samson Eitrem (28 de diciembre de 1872 - 8 de julio de 1966) fue un filólogo noruego, experto en literatura antigua, religión y magia.

## Vida personal
Eitrem nació en Kragerø, hijo de Samson Eitrem (1832-1923) y Anine Marie Nielsen, y era hermano de Hans Eitrem. En 1910 se casó con Wilhelmina Galtung.

## Carrera profesional
Eitrem aprobó el examen artium en 1890 en la Escuela de la Catedral de Bergen, y comenzó a estudiar filología. Se graduó en la Universidad de Kristiania en 1896, y continuó sus estudios en Alemania, Italia, Gran Bretaña y Grecia, obteniendo el doctorado en 1903. Fue nombrado profesor de filología clásica en la Universidad de Oslo de 1914 a 1945. Entre sus obras científicas destacan Opferritus und Voropfer der Griechen und Römer, de 1915, Papyri Osloenses (tres volúmenes, 1926-1936, en colaboración con Leiv Amundsen) y Some notes on the demonology in the New Testament, de 1950. Fue cofundador (en 1924) de la revista científica Symbolae Osloenses, junto con Gunnar Rudberg. Eitrem fue nombrado doctor honoris causa en la Universidad de Atenas y en la Universidad Aristóteles de Salónica. Murió en Oslo en 1966..
En 1946 fue elegido miembro extranjero de la Real Academia de Artes y Ciencias de los Países Bajos.